# Mehrdasht
Mehrdasht (persiska: مهر آباد, مِهرابادِ اَبرقو, مِهر اَبَد اَبَرغُّ, Mehrābād, مهردشت) är en ort i Iran.   Den ligger i provinsen Yazd, i den centrala delen av landet, 600 km söder om huvudstaden Teheran. Mehrdasht ligger 1 481 meter över havet och antalet invånare är 7 201.
Terrängen runt Mehrdasht är platt. Runt Mehrdasht är det glesbefolkat, med 9 invånare per kvadratkilometer. Mehrdasht är det största samhället i trakten. Trakten runt Mehrdasht är ofruktbar med lite eller ingen växtlighet.